# Mastigocoleidae
Mastigocoleidae — семейство вымерших жуков, включающее 2 рода и 3 вида. Включены в состав Dryopoidea (ранее в составе Byrrhoidea). В ископаемом состоянии встречаются в меловом периоде Бразилии, Китая и Мьянмы.

## Описание
Тело удлинённо-овальное, умеренно выпуклое. Длина тела 4,59-9,77 мм, ширина тела 2,65-3,77 мм. Сложные глаза с интерфейсными щетинками. На голове под сложными глазами нет бороздок для вкладывания усиков.
Максиллярные щупики IV широкие и диагонально усечённые, не расширенные на вершине. Усики с 11 члениками, нитевидные, не гребенчатые и не булавовидные, с отчётливо наиболее широким из всех члеников базальным члеником, самым коротким члеником II, прикреплённым субапикально к предшествующему членику, антенномеры II—XI более или менее отчётливо постепенно сужаются к вершине. Гипомерон без заднего вдавления или бороздок для приёма подитов ног. Передний край простернума образует подбородок. Передние тазики разделены более чем на 0,4 их ширины. Переднегрудинный отросток менее высокий на вершине и изгибается дорсально. Средние тазики ориентированы продольно, расстояние между ними меньше их ширины. Мезовентрит короткий, со срединной бороздкой (как у Lutrochidae); мезовентрито-метавентритный шов чёткий. Метакокса субтреугольно-поперечная, сзади борозда для приёма метафемура. Вентриты не сросшиеся; вершинные края дугообразные, иногда слабо дуговидные.

## Систематика
2 рода и 3 вида. Семейство может быть отнесено к Dryopoidea по наличию следующей комбинации признаков: передние тазики поперечные; голова с отчётливой верхней губой; усики нитевидные; членик V удлинённый, примерно такой же длины, как и предшествующие четыре членика метатарзуса. По данным результатов молекулярных и морфологических филогенетических анализов Mastigocoleidae рассматривается как ранняя дивергирующая ветвь Dryopoidea (ранее в составе Byrrhoidea), сестринскую по отношению к семействам Lutrochidae и Dryopidae. Mastigocoleidae наиболее отчётливо отделены от всех других семейств дриопоидных своими хлыстовидными антеннами с 11 члениками, достигающими основания переднеспинки, с самым широким и длинным скапусом, коротким педицелем и более или менее отчётливо плавно сужающимися II—XI члениками к вершине. Обнаружение и особенности Mastigocoleidae указывают на то, что последний общий предок Dryopoidea, вероятно, был наземным на взрослой стадии, и документируют приобретение при знаков, связанных со специализацией на водной жизни.
- † Mastigocoleus Tihelka et Cai, 2022 (дополнительно ещё один точно не определённый экземпляр из Yixian Formation, Китай)
  - † Mastigocoleus rhinoceros Tihelka et Cai, 2022 (Crato Formation, Бразилия, ~113 млн лет)
  - † Mastigocoleus resinicola Tihelka et Cai.ю 2022 (бирманский янтарь, Мьянма, 99 млн лет)
- † Cretaceocoleus Tihelka, Kundrata et Cai, 2022 
  - † Cretaceocoleus saetosus Tihelka, Kundrata et Cai, 2022  (бирманский янтарь, Мьянма, 99 млн лет)